# تشارلز غاريسون هاركر
تشارلز غاريسون هاركر (بالإنجليزية: Charles Garrison Harker)‏ هو ضابط أمريكي، ولد في 2 ديسمبر 1837 في سويديسبورو في الولايات المتحدة، وتوفي في 27 يونيو 1864 في Kennesaw Mountain ‏ في الولايات المتحدة.